# Esechioi, Constanța
Esechioi (în turcă Eșeköy) este un sat în comuna Ostrov din județul Constanța, Dobrogea, România. Se află în partea de sud-vest a județului,  în Podișul Oltinei, nu departe de granița cu Bulgaria. La recensământul din 2002 avea o populație de 312 locuitori. La nord vest de sat se află Pădurea Esechioi, rezervație naturală.